# Bremer Tabakbörse

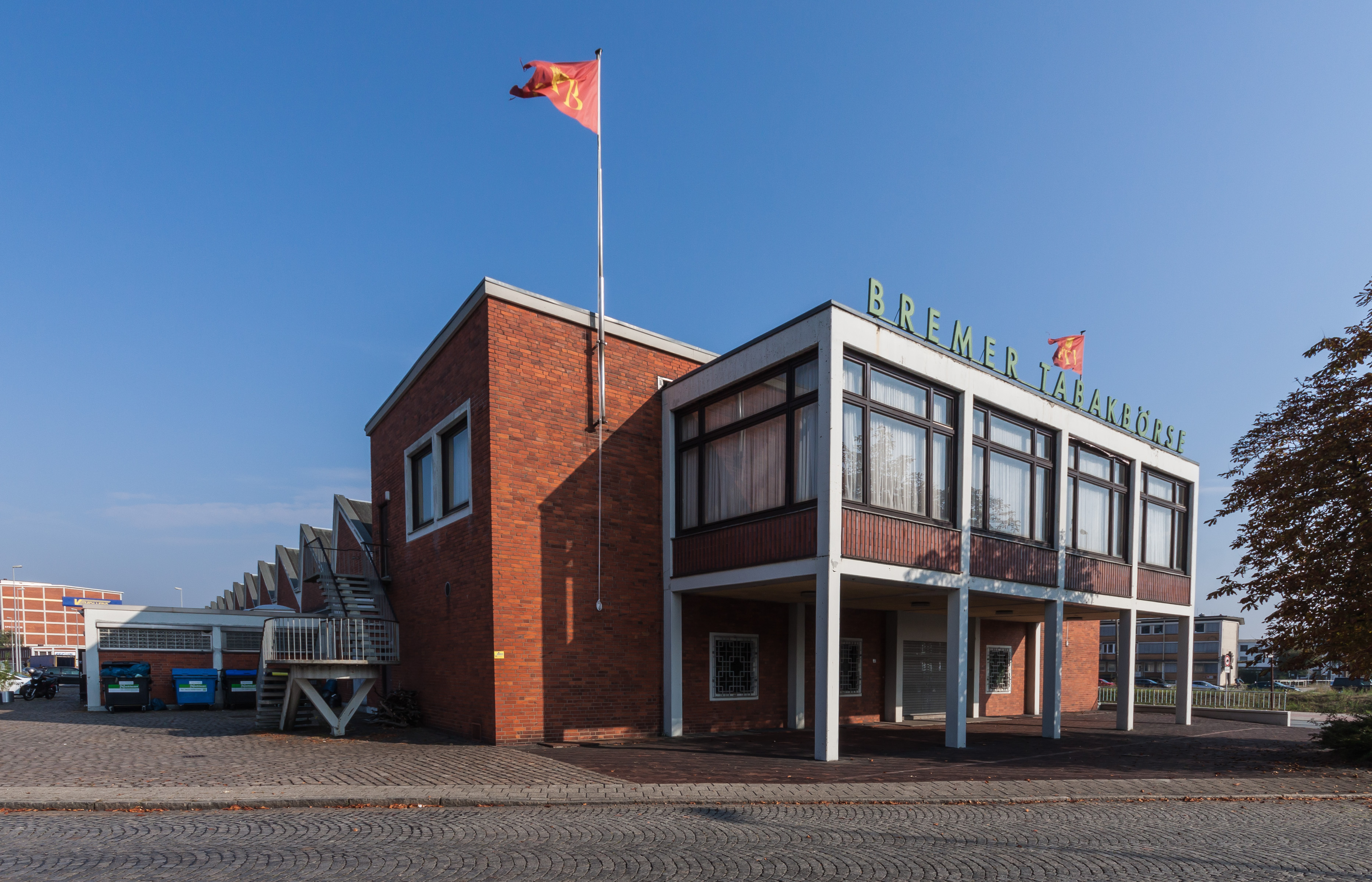
Kontorgebäude und Halle

Das Gebäude Bremer Tabakbörse in Bremen, Stadtteil Walle, Ortsteil Überseestadt, Speicherhof 1 / Ecke nördlich des Europahafens, entstand 1961/62 nach Plänen von Erik Schott beim Wiederaufbau der Bremer Häfen.
Das Gebäude steht seit 2013 unter Bremer Denkmalschutz.

## Geschichte
Die Bremischen Häfen wurden im Zweiten Weltkrieg stark zerstört. Nach 1945 erfolgte ein schneller Wiederaufbau.
Der Konflikt um Westneuguinea führte Ende der 1950er-Jahre dazu, dass das Zentrum des indonesischen Tabakhandels sich von den Niederlanden nach Bremen verlagerte. 1959 schloss Indonesien einen Vertrag mit Bremen. Drei alte Bremer Rohtabakhandelsfirmen (Hellmering, Köhne & Co., Gebrüder Kuhlenkampff, Frantz Kragh) gründeten mit einem Bankenkonsortium und den indonesischen Partnern die Deutsch-Indonesische Tabakhandelsgesellschaft (DITH).
Für die Tabakauktionen wurde deshalb 1961 die Bremer Tabakbörse im Freihandelsgebiet errichtet. Sie besteht aus der voll klimatisierten Sheddachhalle mit schlanken Stützen in der Mittelachse.
Auf den langen Reihen von Holztischen, den Stells, werden zur Beurteilung die Tabakblattbündel (Doggen) ausgelegt. Für die Makler und Einkäufer gibt es Räume und Boxen, um die Tabake schon hier zu Zigarren zu verarbeiten, damit Qualitätsprüfungen und Geschmacksbeurteilung durch Rauchen vorgenommen werden können.

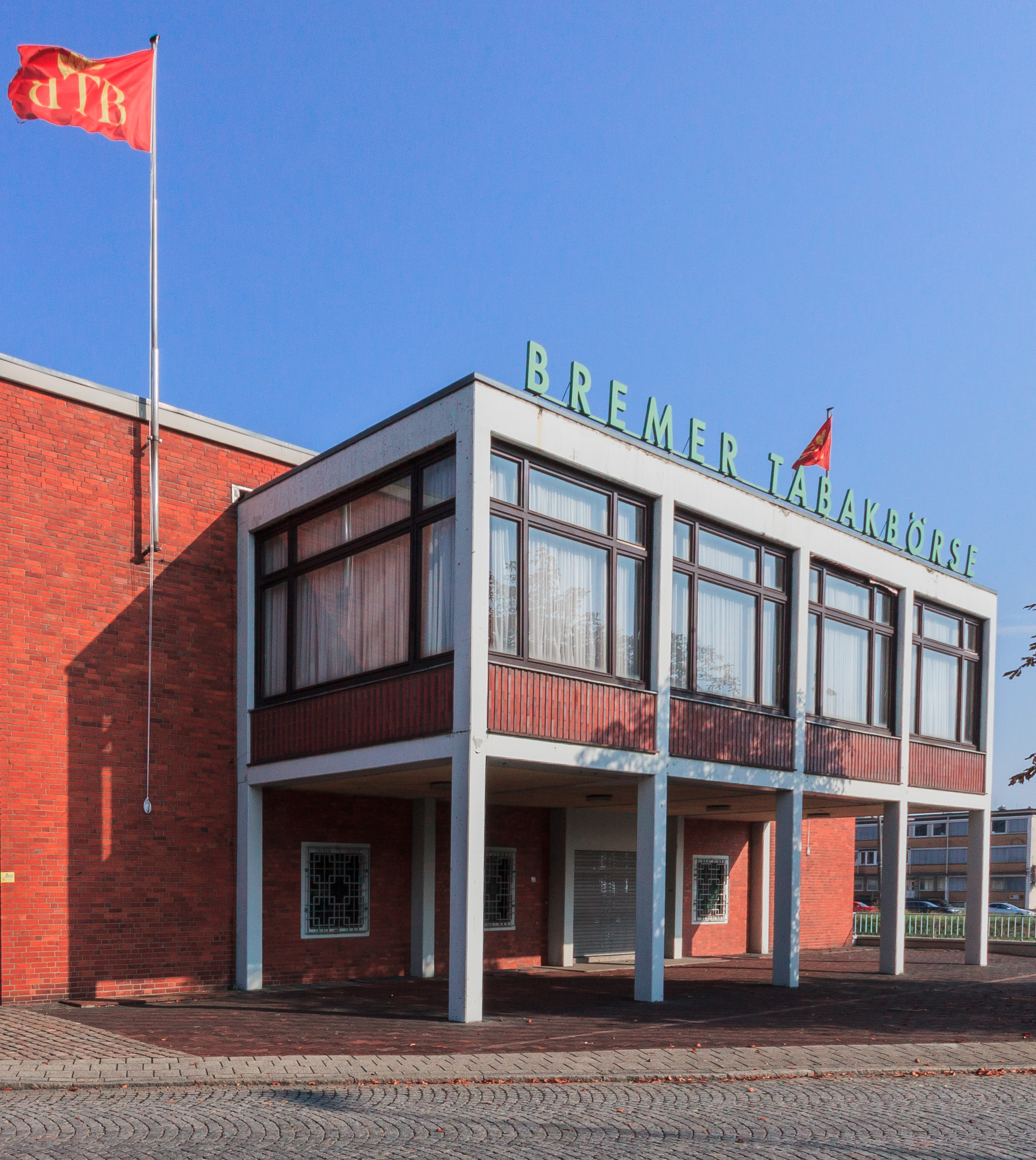
Eingang zum Kontorhaus

Vor der Halle steht mittig der zweigeschossige Büroanbau der Verwaltung mit einem Eingangsvorbau als Arkade.
Das Landesamt für Denkmalpflege Bremen befand: „Die Tabakbörse am Speicherhof nördlich des Europahafens ist ein herausragendes und anschauliches Dokument der jahrhundertealten Tradition und der Bedeutung Bremens als Tabakstadt sowie ein bemerkenswert gut gelungener Funktionsbau des bekannten Bremer Architekten Erik Robert Schott.“
Früher wurden in der Börse 60.000 Ballen pro Jahr mit einem Wert von 250 Millionen DM versteigert. An jeder Auktion nahmen 300 bis 400 Personen teil. Heute (2015) nehmen rund ein Dutzend Händler an den Auktionen teil, wobei nur noch um 1500 Ballen hochwertiger Sumatra-Tabak hier vermarktet werden.
Nachdem der Raumbedarf für die Tabakauktionen zurückgegangen ist, werden die Gebäude heute (2017) u. a. auch genutzt durch das Bremer Bühnenhaus mit dem Atelier Bremer Tabakbörse auf 1340 m2 Studioflächen.